# Богетколь
Богетколь (каз. Бөгеткөл) — упразднённое село в Айтекебийском районе Актюбинской области Казахстана. Ликвидировано в 2015 году. Входило в состав Комсомольского сельского округа. Код КАТО — 153430200.

## Население
В 1999 году население села составляло 182 человека (96 мужчин и 86 женщин). По данным переписи 2009 года, в селе проживали 123 человека (71 мужчина и 52 женщины).